# نخست‌وزیر چین
نخست‌وزیر جمهوری خلق چین (انگلیسی: Premier of the People's Republic of China) رهبر شورای دولتی چین («دولت مرکزی خلق») است که رئیس دولت بوده و دارای عالی‌ترین رتبه در خدمات مدنی چین است. نخست وزیر رسماً با نامزدی رئیس‌جمهور چین و تأیید کنگره ملی خلق منصوب می‌شود. در عمل این نامزد از طریق فرایند غیررسمی درون حزب کمونیست چین انتخاب می‌شود رئیس‌جمهور و نخست‌وزیر هر دو برای دوره‌های پنج ساله انتخاب می‌شوند. نخست وزیر همواره عضو نهاد قدرتمند کمیته دائمی پلیتبوروی حزب کمونیست چین بوده‌است.
نخست وزیر فعلی لی که چیانگ است که در ۱۵ مارس ۲۰۱۳ به این مقام رسیده است.

## نگارخانه

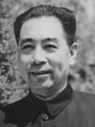
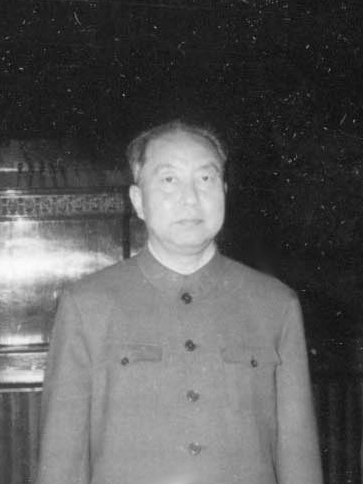
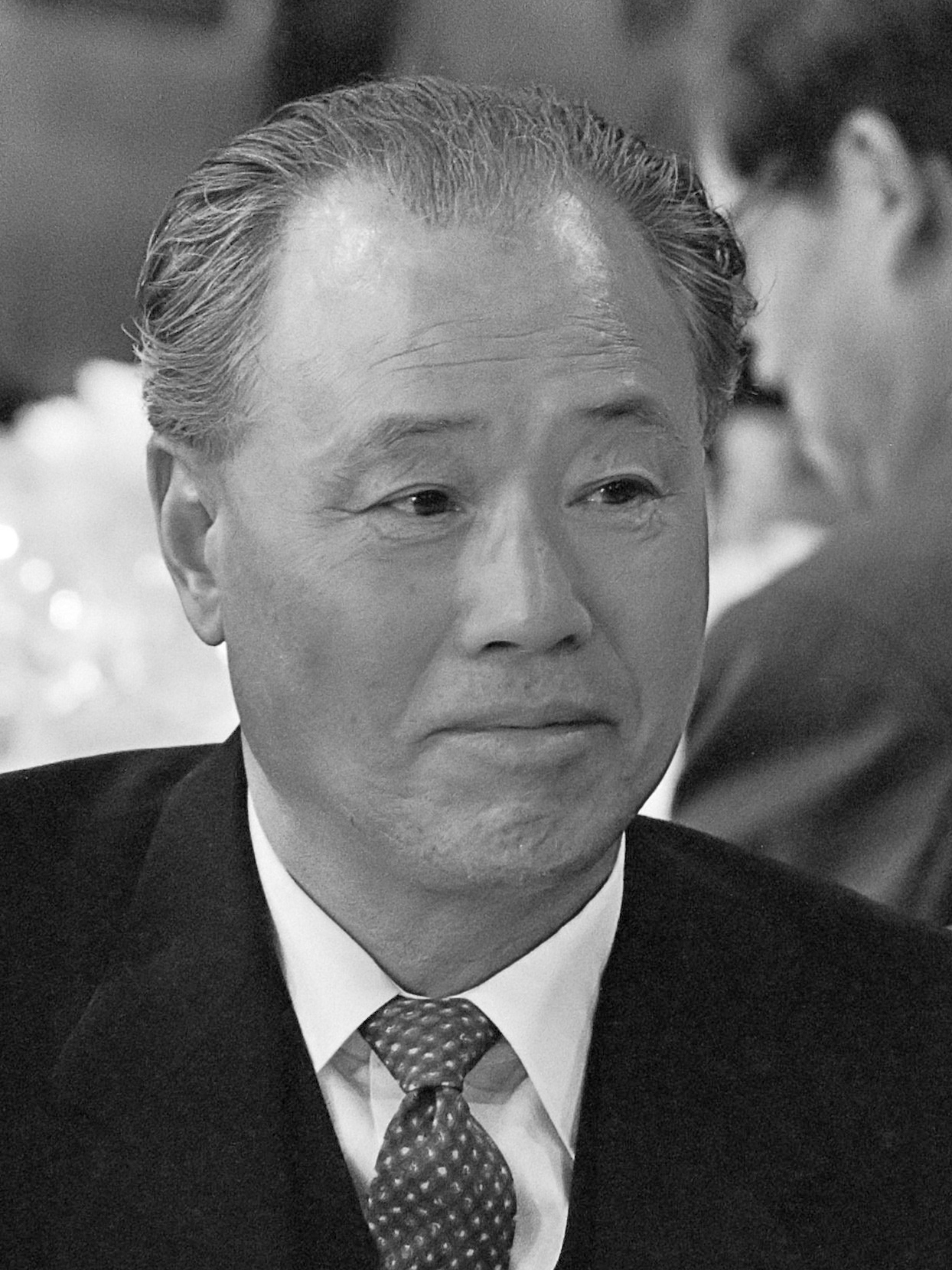
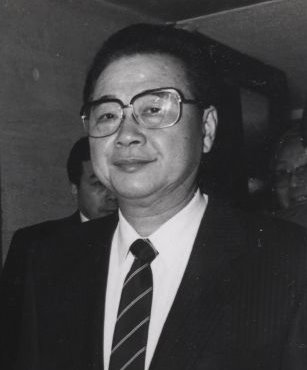
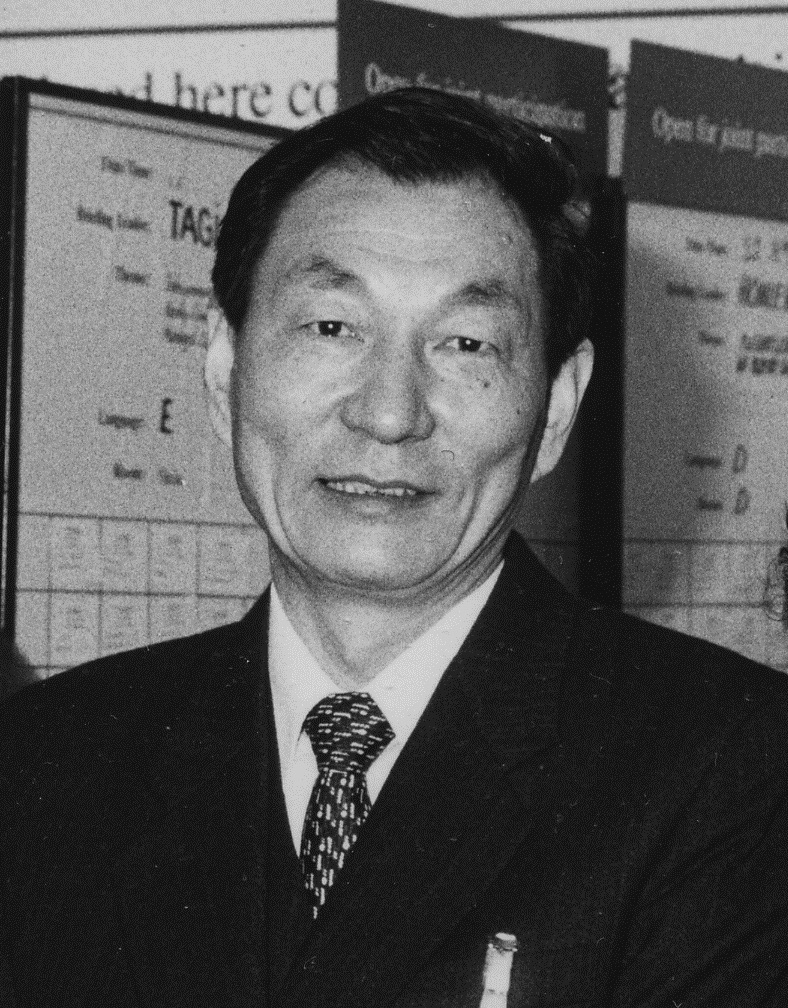
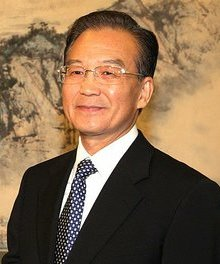